# EL/M-2080 Green Pine
El EL/M-2080 Green Pine (en hebreo: אורן ירוק‎) es un radar de defensa antimisiles terrestre israelí producido por Elta Systems, una subsidiaria de Israel Aerospace Industries, para operar principalmente con el sistema de defensa de misiles de teatro Arrow de Israel, que es financiado y producido conjuntamente con los Estados Unidos. El sistema se exportó a la India y su versión avanzada, el Green Pine Block-B, se entregó a Corea del Sur (a un coste de 83 millones de dólares por unidad) y a Azerbaiyán. El Comando de Defensa Aérea Israelí dentro de la Fuerza Aérea Israelí (IAF) de las Fuerzas de Defensa de Israel (IDF) opera radares Green Pine y radares Green Pine Block-B como parte integral del sistema Arrow.

## Historia
El programa Arrow se lanzó como respuesta a la adquisición por parte de los estados árabes de misiles tierra-tierra de largo alcance.   En 1986, Estados Unidos e Israel firmaron un memorando de entendimiento para cofinanciarlo   y en 1988 la Organización de Iniciativa de Defensa Estratégica (SDIO) del Departamento de Defensa de los Estados Unidos realizó un pedido a Israel Aircraft Industries para el demostrador de tecnología Arrow 1.   Con el paso de los años, SDIO pasó a llamarse Organización de Defensa de Misiles Balísticos (BMDO), y más tarde Agencia de Defensa de Misiles (MDA), mientras que Israel Aircraft Industries pasó a llamarse Israel Aerospace Industries. La Guerra del Golfo, que expuso el controvertido desempeño  del misil Patriot contra los misiles iraquíes "Al Hussein", dio un mayor impulso al desarrollo del Arrow.  Fue diseñado inicialmente para interceptar misiles como el SS-1 "Scud", su derivado "Al Hussein", el SS-21 "Scarab" operado por Siria, y el CSS-2 operado por Arabia Saudita.  El Arrow también evolucionó teniendo en cuenta los programas avanzados de misiles de Irán.
Elta recibió el contrato para desarrollar y fabricar el radar EL/M-2080 Green Pine en 1992.  El Green Pine fue desarrollado a partir del radar de matriz en fase Elta Music,   presentado en noviembre de 1994,  lanzado en 1995,  y puesto en funcionamiento en noviembre de 1998.  Desde entonces, Green Pine se ha utilizado en docenas de pruebas del sistema Arrow.  En 2000 se reveló que Green Pine detectó el lanzamiento de un misil Scud-D sirio desde su base en las afueras de Alepo, en el norte de Siria, y rastreó su trayectoria completa hasta su punto de impacto, a unos 700 km (435 mi) de Aleppo. en el desierto del sur.  En 2005 y 2008, Green Pine detectó y rastreó ejercicios similares de misiles Scud sirios.  
El 29 de julio de 2004, Israel y Estados Unidos realizaron una prueba conjunta en el Centro de Pruebas de Misiles de la Estación Aérea Naval Point Mugu (NAS Point Mugu ) en California, en la que se lanzó el interceptor Arrow contra un misil Scud-B real. La prueba representó un escenario realista que no podría haberse probado en Israel debido a las restricciones de seguridad del campo de pruebas.  Para realizar la prueba se envió una batería completa a Point Mugu. En la base se desplegaron los sistemas de radar, comando y control Green Pine, mientras que el lanzador Arrow se instaló 100 km (62,1 mi) en alta mar en una isla que forma parte del campo de pruebas.  La prueba fue un éxito, ya que el interceptor destruyó el Scud que volaba a 300 km (186,4 mi) náuticas. a una altitud de 40 km (24,9 mi),    al oeste de la isla de San Nicolás.  Esta fue la séptima prueba del sistema completo, la primera intercepción de un Scud real. 
A partir de 2012, el radar Green Pine cuenta con un historial comprobado de más de 20 intercepciones exitosas de misiles balísticos. 

## Presupuesto

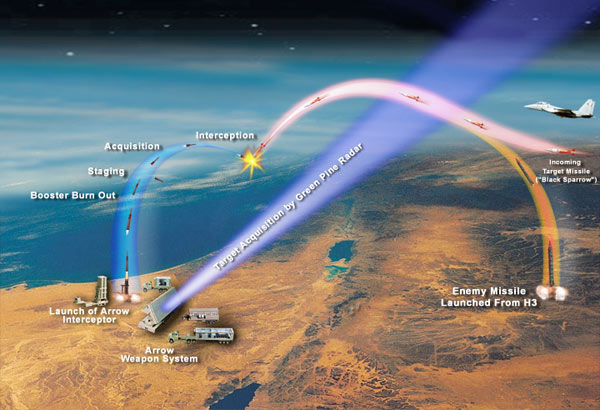
Etapas de interceptación de misiles por el sistema Arrow, utilizando el radar Green Pine.

A diferencia del antiguo conjunto de radar de matriz escaneada electrónicamente pasiva (PESA) AN/MPQ-53 del MIM-104 Patriot PAC-2, el Green Pine es un radar de estado sólido de matriz escaneada electrónicamente activa (AESA). A diferencia del avanzado radar de banda X AN/TPY-2 del sistema Terminal High Altitude Area Defense, Green Pine opera en la banda L, en el rango de 500 MHz a 2000 MHz.   
Según se informa, Green Pine opera en modos de búsqueda, detección, seguimiento y guía de misiles simultáneamente,   capaz de detectar objetivos a distancias de hasta aproximadamente 500 km (310,7 mi) y es capaz de rastrear más de 30 objetivos a velocidades superiores 3000 m/s (11 000 km/h).   Discrimina los objetivos del desorden natural y las contramedidas,  ilumina el objetivo verdadero y guía el misil a 4 m (13,1 pies) del objetivo.  
La potencia radiada efectiva (ERP) del Green Pine también lo convierte en un posible candidato para la conversión en un arma de energía dirigida, al enfocar pulsos de energía de radar en misiles objetivo.  Los picos de energía están diseñados para ingresar a los misiles a través de antenas o aberturas de sensores donde pueden engañar a los sistemas de guía, alterar las memorias de las computadoras o incluso quemar componentes electrónicos sensibles. 
El sistema de radar incluye un 9 m (29,5 pies) de ancho por 3 m (9,8 pies) de alto  conjunto de antenas giratorias montadas en remolque, un sistema de energía, un sistema de enfriamiento y un centro de control de radar.   El sistema de energía cuenta con contenedores tanto de tipo ininterrumpido como de tipo transformador, y el primero incluye un generador diésel, un módulo de control de embrague inductivo y un tanque de combustible diésel.  El contenedor del transformador alberga transformadores, un generador de servicio, un inversor de potencia y bastidores de conmutación.  El sistema de enfriamiento del radar es un intercambiador de calor que utiliza máquinas de enfriamiento en cascada inherentemente redundantes e incorpora un tanque de refrigerante integral y paneles de control.  El radar está compuesto por 2.000 a 2.300 módulos de transmisión y recepción y pesa 60 toneladas (132 277,5 lb).   El sistema es transportable en lugar de móvil, ya que se puede trasladar a otros sitios preparados, pero no se puede instalar en cualquier lugar.  Según su desarrollador, la instalación de Green Pine en un nuevo sitio operativo lleva "menos de 24 horas". 

### Green Pine Block-B
Una versión avanzada del radar, llamada EL/M-2080S Super Green Pine,  Green Pine Block-B,  o Great Pine ), sustituyó al radar original. Está compuesto por módulos de transmisión-recepción más potentes pero más pequeños con mejores capacidades que los del Green Pine,   y se cree que produce el doble de potencia de salida,  ampliando el rango de detección a aproximadamente 800-900 km (497,1-559,2 mi).   En octubre de 2010, las Fuerzas de Defensa de Israel decidieron poner en uso operativo otra batería Arrow 2.  La nueva batería recibió el nuevo radar: Green Pine Block-B. 

### Green Pine Block-C
Green Pine Block-C se reveló en noviembre de 2018. 

## Usuarios
Azerbaiyán
Según un informe del Instituto Internacional de Investigación para la Paz de Estocolmo, un acuerdo de armas firmado entre Israel y Azerbaiyán en 2011 contemplaba la importación de un radar Green Pine.
 Israel
Israel había desplegado al menos dos radares Green Pine como parte integral del sistema Arrow. En 2008, había un número desconocido de versiones de Green Pine y Green Pine Block-B activas. A partir de 2012, se declaró operativo el primer Green Pine Block-B y se encuentra desplegado junto a los dos Green Pines.
 India
La India había adquirido y desplegado dos radares Green Pine alrededor de julio de 2002 y otro en agosto de 2005.. El radar de seguimiento de largo alcance Swordfish de la Organización de Investigación y Desarrollo de Defensa de la India es un derivado reconocido del Green Pine original.. El gobierno indio ha intentado comprar el sistema Arrow completo desde 1999, pero a principios de 2002, Estados Unidos vetó la solicitud de Israel de vender los misiles Arrow 2 a la India, ejerciendo su derecho como importante contribuyente a la financiación. Los funcionarios estadounidenses argumentaron que la venta violaría el Régimen de Control de Tecnología de Misiles. (MTCR).
 Corea del Sur
Corea del Sur compró dos radares Green Pine Block-B, que entraron en funcionamiento en 2012. Corea del Sur adquirió también dos radares Green Pine Block-C, valorados en unos 292 millones de dólares. Las entregas estaban previstas para principios de la década de 2020.